# Duntisbourne Abbots Soulmate Devastation Technique
Duntisbourne Abbots Soulmate Devastation Technique es el último álbum del género IDM por el productor británico de música µ-Ziq. Es el siguiente del álbum Bilious Paths.

## Listado de canciones
Todas las canciones son de µ-ziq excepto las citadas
1. "Prongh Seemness" - 3:08
2. "Duntisbourne Abbots" - 2:01
3. "Dexedrine Girl" - 2:53
4. "Woozy" - 2:54
5. "2CV" - 2:33
6. "Eggshell" - 3:03
7. "Dirtylush Stinkwife" - 3:37
8. "Strawberry Fields Hotel" - 3:58
9. "Pons Pons" - 4:45
10. "Old & Tired" - 2:57
11. "Rise of the Salmon" - 3:52
12. "Something Else" - 3:24
13. "Insomnia" - 3:01
14. "Painshill Park" - 2:18
15. "Acid Steak Night" (Libby Floyd, Mu-ziq) - 5:54
16. "Eggshell 2" - 4:03
17. "Drum Light" - 5:37

## Personal colaborador
- Matt Colton – mastering
- Mike Paradinas – producer